# Guillaume de Rubrouck
Pour les articles homonymes, voir Ruysbroeck.
Guillaume de Rubrouck ou de Rubroeck, dit Rubruquis, né probablement dans les années 1210 ou 1220 à Rubrouck (comté de Flandre, royaume de France) et mort, selon les sources, dans les années 1270 ou après 1293, est un franciscain de langue flamande, sujet et intime de Saint Louis.
Il se rend en Mongolie en 1253-1254, précédant ainsi les voyages de Marco Polo et d'Odoric de Pordenone. Il visite Karakorum, la capitale de l'Empire dont il donnera quelques descriptions. Ne pouvant, à son retour, joindre le roi, il lui écrit une longue lettre relatant son voyage dans l'Empire mongol, source essentielle et grande œuvre littéraire, mais qui ne connaîtra pas la popularité du livre de Marco Polo.
Elle peut être consultée sur Gallica

## Les motivations de la mission de Guillaume de Rubrouck
La mission de Guillaume de Rubrouck répond à différentes motivations que l'on peut résumer en deux points étroitement liés : le contexte géopolitique de la première moitié du XIIIe siècle et l'échec des missions ayant précédé celle de Guillaume de Rubrouck. Ces motivations sont clairement expliquées dans l'Introduction au Voyage dans l'Empire Mongol de Guillaume de Rubrouck écrite par Claire et René Kappler.

### Le contexte géopolitique au milieu duXIIIesiècle: la menace mongole
Les Mongols d'Ögödei, le fils de Gengis Khan, s'emparent de Moscou en 1238, puis de Kiev, en 1240. Ils envahissent la Pologne, menacent Vienne, occupent Zagreb, non loin de l'Adriatique. C'est la mort d'Ögödeï en décembre 1241 qui enraye la vague mongole. Celle-ci provoque le retrait des chefs mongols qui s'en vont régler les problèmes de succession au cœur de l'Asie centrale. L'Europe, malgré ce répit salvateur et inattendu, tarde à réagir face à cette menace qui, aux yeux des contemporains, apparaissait comme une tempête apocalyptique. L'appel à l'unité lancé par Frédéric II en 1241, alors qu'il est en conflit avec le pape Grégoire IX, ne reçoit aucune réponse - preuve de l'inertie qui touche alors l'Europe. Dans la lettre qu'il écrit à son beau-frère Henri III d'Angleterre, on peut notamment lire : « qu'enfin tous les fiers et glorieux pays d'Occident envoient avec joie leur magnifique cavalerie combattre sous le signe de la Croix, dispensatrice de vie et génératrice de terreur, non seulement chez les rebelles mais au sein des cohortes de Satan elles-mêmes. » Ces paroles révèlent bien l'image que les Occidentaux avaient des Mongols : ceux-ci apparaissaient comme « les cohortes de Satan » au sens propre. Les Mongols étaient perçus comme les cavaliers d'Apocalypse décrit par le prophète Ezéchiel dans la Bible.
Malgré cette vision apocalyptique du peuple mongol déferlant sur l'Europe, il faut attendre 1245 pour que le pape Innocent IV envoie une mission à la tête de laquelle on trouve Jean de Plan Carpin, moine franciscain. Certes, tout l'Occident a tremblé face à la menace mongole, mais les possibilités d'entente semblent plus grandes avec les peuples des steppes qu'avec le monde islamique, qui reste l'ennemi principal depuis le XIe siècle. La priorité de la Chrétienté est en effet de récupérer les lieux saints. Les hordes mongoles ne se sont pas encore intégrées au monde islamique et on sait qu'elles comptent en leur sein des chrétiens nestoriens. Après sa rupture avec le reste de la chrétienté, l'Église nestorienne s'est en effet réfugiée en Perse. De là, elle a rayonné jusqu'au Tibet et en Chine.

### Les missions de Jean de Plan Carpin (1245) et d'Ascelin de Lombardie
À la fin de 1244, le pape Innocent IV envoie donc vers l'Orient, à la rencontre du Grand Khan, le franciscain Jean de Plan Carpin et un dominicain du nom d'Ascelin de Lombardie. Parti de Lyon en avril 1245 vers l'Orient, Jean de Plan Carpin arrive, en avril 1246, au campement du khan Batu qui tenait la basse Volga. Ce dernier l'envoie à proximité de Karakorum où se trouve le campement impérial, où il assistera à l'élection du nouveau Grand Khan, Güyük, fils d'Ögödei. Il y restera jusqu'en novembre 1246 avant de rentrer en Occident.
Le texte relatant la mission de Plan Carpin est la première source d'une telle importance sur les Mongols. Dans ce rapport, l'idée selon laquelle les Mongols représentent un danger pour l'Occident est clairement affirmée ; on peut notamment y lire que les Mongols préparaient une nouvelle offensive : « D'après ce qu'on nous a dit, une armée doit entrer par la Hongrie et une autre par la Pologne ; et ils viennent pour combattre sans répit pendant dix-huit ans. [...] Nous ignorons cependant s'ils le feront tout de suite après le troisième hiver ou s'ils attendront un peu pour pouvoir mieux attaquer à l'improviste. Tout cela est vrai et bien résolu, si Dieu par sa grâce ne leur oppose quelque obstacle [...]. Comme ils ont un nouvel empereur ils recommencent à préparer à la guerre. » Par conséquent, l'Occident doit se préparer à une nouvelle offensive et sortir de son inertie. Jean de Plan Carpin « éprouve le besoin de persuader que la soumission aux Mongols serait infâme et insupportable [...]. Le Grand Khan a décidé d'anéantir la Chrétienté à moins que celle-ci ne se soumette, ce qu'il n'y a aucune raison de faire [...] parce qu'il est indigne que des chrétiens se soumettent à ce peuple, à cause de leur abomination, parce qu'ils n'observent en rien le culte de Dieu, perdent les âmes et accablent les corps au-delà de tout ce qu'on peut croire et de toutes les manières. [...] Les Mongols sont donc, à tout point de vue, une abomination. » Ce portrait des Mongols s'accompagne d'un appel à l'unité des pays occidentaux qui, comme l'appel à l'unité de Frédéric II quelques années auparavant, restera sans effets.
Pourtant, la lettre que le Grand Khan Güyük adressa à Innocent IV en réponse à l'ambassade de Plan Carpin fournissait des motivations à l'union des pays occidentaux. Le « Khan océanique du grand peuple tout entier » répond à Innocent IV qu'il n'a pas précisément l'intention de se soumettre à une quelconque autorité temporelle ou spirituelle. Par ailleurs, Güyük affirme clairement sa volonté : « Dans la force de Dieu, depuis le soleil levant jusqu'à son Occident, tous les territoires nous ont été octroyés. Sauf par l'ordre de Dieu, comment quelqu'un pourrait-il rien faire ? À présent vous devez dire d'un cœur sincère : "Nous serons vos sujets ; nous vous donnerons notre force." Toi en personne, à la tête des rois, tous ensemble, sans exception, venez nous offrir service et hommage. À ce moment-là nous connaîtrons votre soumission. » Les prétentions mongoles étaient donc claires.
Malgré la véhémence de ces propos, les ambassades et missions se succédèrent au cours des années suivantes. L'origine de cette multiplication des contacts est à chercher dans la volonté de la Chrétienté d'asseoir leur pouvoir sur les Lieux saints. Dans cette optique, les Mongols apparaissent comme des alliés potentiels.
Cependant, « cette obsession, associée à un manque de réalisme, aux manœuvres à courte vue, aux conditions d'orgueil, au refus ou à l'impossibilité de comprendre l'information précise transmise par les témoins directs (lorsqu'ils sont de bonne foi et relativement objectifs), mènera à bien des malentendus dans les rapports avec les Mongols. » Les images que les uns se font des autres et les images qu'ils ont d'eux-mêmes est à la source de ces malentendus. On a déjà précédemment évoqué les images que la Chrétienté a des Mongols. Frédéric II les comparait aux « cohortes de Satan » et soutenait que : « Les Tartares, fils de l'enfer, surgissent tout à coup comme la colère divine. » Rapidement, leur image se teinte de la mythologie biblique de l'Apocalypse ; les Mongols apparaissent sous les traits du peuple de l'Antéchrist. Simon de Saint-Quentin, qui participa à la mission d'Ascelin, établit un rapprochement entre le nom du Grand Khan, Güyük, et le nom de Gog, figure biblique représentant métaphoriquement les forces apocalyptiques. Il écrit ainsi : « Son nom Cuyné [c'est-à-dire Güyük] et Gog est la même chose en leur langue. [...] Car le Seigneur par son prophète Ézéchiel prédit la venue de Gog et Magog et nous menace de ruine et désolation par eux. Aussi les Tartares s'appellent d'un nom propre Mongles ou Mongols. L'esprit de ce Gog Cham est tout enflammé par la ruine des hommes et est comme un feu ardent propre à consumer. » Simon de Saint-Quentin s'inspire ici de ce passage du livre prophétique d'Ezéchiel (38, 14-16) : « Prophétise, fils d'homme. Tu diras à Gog : "Ainsi parle le Seigneur Yahvé... Tu quitteras ta résidence à l'extrême Nord, toi et les peuples nombreux qui sont avec toi, tous montés sur des chevaux, troupe énorme, armée innombrable. Tu monteras contre Israël mon peuple. Tu seras comme un nuage qui recouvre la terre. »
La mission d'Ascelin, dont l'esprit était profondément infusé par ces images, eut un déroulement malheureux. Il se rendait auprès du chef des armées mongoles en Perse, Baïdju. Lorsqu'Ascelin se présente devant Baïdju, il refuse de se plier à la coutume mongole qui exigeait que l'on s'agenouille sur les deux genoux (ce geste étant réservé à Dieu pour les chrétiens) à moins que les Tartares ne se convertissent au christianisme. Ceux-ci répondent alors de manière véhémente qu'ils « n'avaient que faire de devenir chrétiens et chiens comme ils étaient ; que le pape était un chien et eux tous aussi de vrais chiens » et souhaitent faire payer cette insulte en faisant « écorcher le principal d'entre eux [Ascelin], puis de remplir sa peau de foin et de l'envoyer ainsi au pape. » Baïdju renvoie ainsi le dominicain, mais flanqué de deux ambassadeurs chargés de remettre au pape une lettre qui exige que ce dernier se présente en personne au Grand Khan pour se soumettre à lui.
Quoi qu'il en soit, à partir des grandes lignes s'esquissant dans les missions de Plan Carpin et d'Ascelin, on prend conscience du fossé qu'il y avait entre les Mongols et les chrétiens.

### La mission d'André de Longjumeau
L'issue de la mission d'André de Longjumeau, qui succède à celles de Plan Carpin et d'Ascelin, est importante dans la mesure où elle permet de comprendre les motivations directes de la mission de Guillaume de Rubrouck.
Le dominicain André de Longjumeau réalisa une première mission (plus ou moins contemporaine de celle de Jean de Plan Carpin) auprès des Mongols sous l'impulsion d'Innocent IV en 1245-1247 à l'issue de laquelle il rencontra l'avant-garde de Baïdju.
Saint Louis, parti en août 1248 d'Aigues-Mortes pour la croisade, arrive à Chypre en septembre 1248 où il s'installe à Nicosie. C'est ici qu'il reçoit Sabeddin Morrifat David et Marcus, envoyés par un chef mongol prénommé Altigidaï. Ces deux envoyés apportent au roi de France une lettre qui fait encore débat aujourd'hui quant à l'authenticité de ses formules et de son ton. En effet, il n'était pas rare à l'époque que les traductions s'éloignent de la version originale du document. Mais, selon Paul Pelliot, la traduction de la lettre apportée par David et Marcus est on ne peut plus proche de sa version originale et ne souffre d'aucuns embellissements de la part des traducteurs. La lettre contient essentiellement des éléments religieux et donne l'impression, lorsqu'on l'accorde avec les paroles des envoyés, que les Mongols sont largement christianisés et qu'ils ne sont animés par aucune animosité à l'égard des chrétiens. Paul Pelliot considère que cette lettre s'intègre dans les projets diplomatiques d'Altigidaï. Afin d'étayer cette thèse, Paul Pelliot cite l'impression que Simon de Saint-Quentin avait eu lors de la mission d'Ascelin : les Mongols "méditaient entre eux sur les entraves que leurs tromperies pourraient nouer aux pieds des Francs dès leur arrivée [en Syrie], soit par un simulacre de conversion à la foi chrétienne, soit par quelque autre ruse mensongère, afin d'empêcher les Francs de pénétrer sur leurs territoires, c'est-à-dire en Turquie et en Alep". Et Pelliot ajoute que : "il est bien probable qu'Äljigidaï méditait déjà en 1248 cette attaque du califat de Bagdad que Hülägü devait mener à bien quelques années plus tard. Pour ce faire, une diversion franque sur l'Égypte empêcherait le sultan du Caire de venir en aide au calife ; elle avait en outre l'avantage de tenir les Francs assez loin des territoires de l'Asie Mineure, de la Syrie septentrionale et de la Mésopotamie qui reconnaissaient l'autorité mongole". Et en arrière-plan de ces projets, ajoute Pelliot, "les Mongols ne doutaient pas que les Francs ne dussent devenir, à la longue, des vassaux du grand khan".
À la suite de ces contacts avec les envoyés d'Altigidaï, Saint Louis envoya en Mongolie, en 1249, une délégation, conduite par le dominicain André de Longjumeau. Cette mission comportait deux objectifs : apporter des lettres de Louis IX à Altigidaï et à Gûyük. Or, lorsque la délégation arrive au camp d'Altigidaï, Güyük vient de mourir. Altigidaï décide alors d'envoyer la mission auprès de la veuve de Güyük, la régente Oghul Qaïmish qui se trouvait à proximité de Karakorum dans l'apanage de son défunt époux. La régente reçoit avec satisfaction les cadeaux offerts par saint Louis, parmi lesquels figurent des reliques de la Vraie Croix. Elle en remet elle-même aux envoyés français pour leur souverain. Mais des déclarations hautaines les accompagnent, et une invitation à Saint Louis de se considérer comme son vassal. La réponse fut ainsi très conventionnelle et brisait nettement les espérances de Louis IX d'une possible alliance avec les Mongols que Marcus et David avaient fait naître.
Par conséquent, aucun progrès n'a été fait depuis la mission de Plan Carpin. André de Longjumeau, toutefois, a rapporté des renseignements utiles, tant sur la rigoureuse neutralité en matière religieuse des Mongols que sur la présence de chrétiens nestoriens dans la haute administration et jusqu'aux abords du trône. Il a également rencontré quantité de chrétiens déportés: Géorgiens, Hongrois, Coumans, Alains… D'autre part, on dit que la mère et plusieurs des femmes de l'empereur Mongku sont chrétiennes. On le dit aussi de Sartaq, un arrière-petit-fils de Gengis Khan, qui commande pour le compte de l'empereur entre le Don et la Volga. Tout se passe comme si toute l'aristocratie des steppes est près de basculer du côté des chrétiens.
Cette présence chrétienne infiltrant les strates de la civilisation mongole pousse Saint Louis à envoyer une nouvelle ambassade : la mission de Guillaume de Rubrouck. Mais la "propagation de la foi n'est pas un simple prétexte, ni une ruse : Saint Louis, défenseur du Christ, et Guillaume de Rubrouck engagent cette mission pour contribuer au service de Dieu. Étant entendu que cette tentative pouvait avoir, par surcroît, des bienfaits diplomatiques" patents.

## La mission de Guillaume de Rubrouck

### Le départ de Guillaume (1253)
Guillaume, originaire de Rubrouck, un village de la Flandre française, est un frère mineur de la seconde génération (il n'a pas rencontré François d'Assise). Il rencontre Saint Louis à Chypre, le suit en Égypte puis, après sa captivité, en Terre-Sainte où il a sans doute pu converser avec André de Longjumeau en 1251. Échaudé par la réponse du khan, qui lui demande de se soumettre formellement, le roi préfère ne pas donner un caractère trop officiel à la mission de Guillaume. Il semble d'ailleurs que celui-ci se soit d'abord donné comme but d'apporter le réconfort de la foi aux chrétiens déportés par les Mongols, notamment des Allemands dont lui avait parlé André de Longjumeau. Les lettres que le roi remet à Guillaume contiennent quelques politesses pour le prince tartare et le prient d'autoriser le porteur et son compagnon, frère Barthélemy de Crémone, à séjourner dans les contrées qu'il contrôle « pour y enseigner la parole de Dieu ». Il s'agit donc de lettres de recommandation, ce qui n'empêchera pas Guillaume de Rubrouck d'être considéré comme un ambassadeur par les Mongols. Saint Louis demande également à Guillaume de lui faire un rapport sur tout ce qu'il pourrait apprendre des Tartares : l'expédition revêt ainsi un caractère à la fois missionnaire et géographique.
Le récit laissé par Guillaume de Rubrouck (Voyage dans l'empire Mongol, Bibliothèque nationale, 1997) est, avec celui de Jean de Plan Carpin, l'une des rares sources que l'on possède sur la vie mongole au XIIIe siècle ainsi que sur l'éphémère capitale de l'empire, Karakoroum.
Après avoir étudié les géographes Solin et Isidore de Séville, les deux franciscains quittent Constantinople le 7 mai 1253. Guillaume est un robuste Flamand alors que Barthélemy, l'Italien, est plus malingre, avec des faiblesses de l'appareil digestif qui lui donnent un teint verdâtre. Guillaume supporte les difficultés du voyage bien mieux que son compagnon, toujours sur le point de défaillir de fatigue, d'inconfort, de froid, de faim ou de nausées, avec un estomac incapable de s'adapter aux nourritures exotiques.

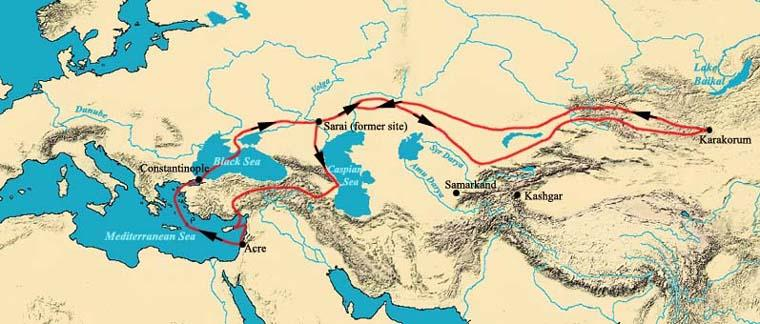
La route de Guillaume de Rubrouck (1253-55)

### Premiers contacts avec les Mongols

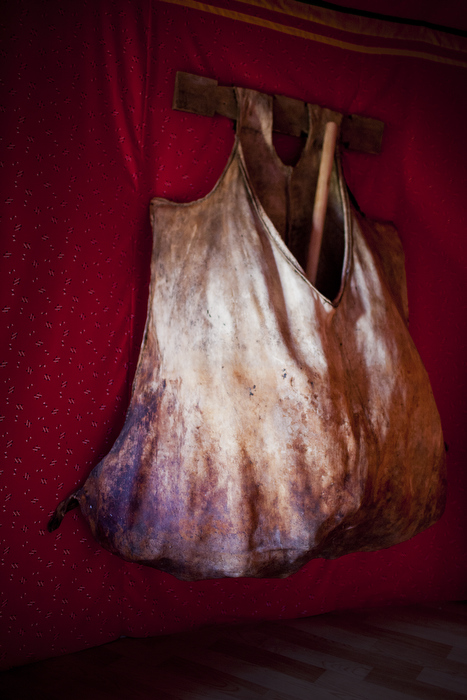
Fermentation du comos dans un sac en cuir.

Guillaume entre en Mer Noire (ou mer de Pont) le 7 mai 1253, après avoir traversé cette dernière et fait un arrêt à Kersona. Il aborde alors la ville de Soldaïa en Crimée le 21 mai. Dans cette ville, Guillaume rencontre de nombreux marchands, de toutes origines, dont des marchands de Constantinople, partis peu avant lui. Sur les conseils de ces derniers, Guillaume décide de démarrer son périple sur terre à l'aide de chariots tirés par des bœufs, jugés plus pratiques pour la route. Il quitte Soldaia le 1er juin en direction du camp de Scatatay dans le but de rencontrer Sartaq Khan. Sur sa route, il rencontre pour la première fois des Mongols. Il décrit dans ses lettres les modes de vie de ces peuples, leurs yourtes, leur nourriture, leurs vêtements, leurs lois et autres coutumes avec une précision incroyable et une certaine curiosité. Lors de ce trajet jusqu'à Scatatay, Rubrouck et ses compagnons font les frais de leur naïveté. En effet, ils se font fréquemment détrousser par la caravane mongole. Il dit alors d'eux qu'ils sont « ingrats [...] convaincus qu'on ne doit rien leur refuser. » Cependant il apprécie tout de même le comos ou koumis, un lait de jument fermenté, alors boisson traditionnelle. Malgré toutes les critiques ou appréciations, Rubrouck reste relativement objectif lorsqu'il s'agit de décrire les coutumes, les traditions ou encore les paysages qu'il observe durant son périple, témoignant d'un  certain talent d'ethnologue ou encore de géographe.

### Camp de Scatatay et route pour Sartaq
Le 5 juin 1253 Rubrouck et ses compagnons arrivent à la cour de Scatatay, toujours dans la province de « Gasaria » (Crimée). Ils sont alors reçus avec le minimum d'hospitalité. Rubrouck donne alors les lettres de l'empereur de Constantinople que Scatatay envoie traduire à Soldaïa. L'échange entre les deux parties reste stérile et sans grand intérêt en raison notamment des limites des traducteurs et interprètes. Rubrouck décrit d'ailleurs son interprète comme « sans intelligence et sans aucune éloquence »; en effet ce dernier a alors du mal à traduire le vocabulaire religieux de Guillaume. Rubrouck s'en apercevant préfère alors peu à peu rester silencieux. Durant les quelques jours passés chez Scatatay, il rencontre et échange à propos de la foi avec des chrétiens décrits comme Alains. Il apprend notamment que les chrétiens de L'Empire Mongol ne boivent pas de comos, pourtant aliment essentiel pour survivre.
Le 9 juin la troupe quitte la cour de Scatatay après que ce dernier leur ait donné des vivres et un guide pour rejoindre Sartaq. Lorsqu'il franchit les monts de Tauride et l'isthme de Perekop, Rubrouck a l'impression d'avoir « franchi une porte de l'enfer ». En découvrant la steppe, il décrit un monde où l'on ne trouve « pas une forêt, pas une montagne, pas une pierre, mais une herbe excellente ». Le 22 juillet Rubrouck arrive au Tanaïs (le Don) où un poste de Ruthènes est chargé de faire traverser marchands et ambassadeurs. Faute de bœufs et chevaux frais la troupe y reste bloquée quelques jours avant que l'on leur apporte des chevaux. C'est durant cette traversée de plus d'un mois que Rubrouck excelle dans ses talents de géographe, décrivant l'emplacement des fleuves, des mers, des forêts, les montagnes ou encore les peuples vivants dans ces contrées.

### Camp de Sartaq
Le 31 juillet Rubrouck et ses compagnons atteignent le camp de Sartaq. Ils sont dans un premier temps reçus par un prêtre nestorien avant d'être introduit à la cour du prince mongol. Cette dernière est plus ordonnée, plus grande et Rubrouck se sent plus considéré en arrivant. Le lendemain Rubrouck se présente en véritable procession à Sartaq, vêtu précieusement, présentant Bible et crucifix, accompagné de pain et d'encens. Il donne également une version traduite des lettres de Louis IX en syriaque et arabe, deux langues que les prêtres arméniens de la cour de Sartaq peuvent lire. Il reste quelques jours auprès de Sartaq durant lesquels, auprès des nestoriens, il en apprend plus sur la dynastie de Gengis Khan, notamment la place de Möngke Khan dans cette dernière. Il apprend également que si Sartaq considère tant les chrétiens c'est parce qu'il a la charge du territoire le plus emprunté par ces derniers. Il est alors certes sensible à la foi chrétienne mais n'est pas chrétien lui-même, contrairement à la rumeur.
Après lecture des lettres, Sartaq préfère envoyer Rubrouck à son père, Batu, pour prendre une décision. Avant leur départ, le 3 août, la troupe se fait une nouvelle fois détrousser, par les nestoriens cette fois ci, qui semblent intéressés par le matériel liturgique ; ils se font ainsi délester de deux chariots sur quatre.
Le 5 août, ils arrivent sur les rives de l'Etilia (la Volga) qui se jette dans la mer Caspienne. En explorant les abords de celle-ci, Rubrouck contredit Isidore de Séville qui pensait que la mer Caspienne et la mer Noire étaient jointes par un golfe, Rubrouck la décrit comme fermée.

### Rencontre avec Batu
Rubrouck rencontre finalement Batu sur la rive orientale de la Volga le 7 août 1253.
Batu est à la tête d'une horde, "orda" qui signifie camp militaire. La demeure du chef se trouve au milieu du camp, et chacun installe sa tente plus ou moins loin du centre en fonction de sa place dans la hiérarchie. Régie par des règles impérieuses, la horde est également le théâtre d'un incroyable grouillement de peuples divers et de troupeaux d'animaux de toutes sortes.
La première rencontre avec Batu se déroule devant toute la cour, d'ailleurs Rubrouck reconnaît Jean de Polycarpe alors envoyé du Pape. Batu se tient assis sur un long siège doré élevé de trois marches au-dessus du sol. Une troupe de hauts fonctionnaires et de courtisans l'entourent. L'entrée de Guillaume et Barthélemy fait le silence. Ils sont assistés par leur interprète Homodei. Guillaume expose aux yeux de tous sa foi et déclare dès le début de l'échange "Celui qui croira et sera baptisé sera sauvé, mais celui qui ne croira pas sera condamné.", la cour qui assiste au spectacle n'est pas vraiment impartiale, mais Batu reste bienveillant à l'égard de ses visiteurs; il leur offre du lait dans une coupe ornée de pierres précieuses, ce qui est une marque de grande faveur.
Rubrouck et ses compagnons voyagent ainsi avec Batu durant 5 semaines, en longeant la Volga vers le Sud. Durant ce trajet, Rubrouck échange et écrit des textes liturgiques avec des Chrétiens Hongrois qui accompagnent la horde. Batu décide alors d'envoyer à l'empereur : Guillaume, Barthélémy de Crémone et l'interprète Homodei et renvoie le reste de la troupe à Sartaq. Rubrouck et ses deux compagnons voyageront alors avec un riche Moal (marchand mongol) pendant un voyage estimé à quatre mois, ils traversent en plein hiver le désert de Gobi et devront franchir les monts du Tarbagataï. Rubrouck et ses compagnons revêtent alors bottes et fourrures pour supporter la traversée et quittent alors le camp de Batu ainsi vêtus le 15 septembre 1253.  

### Voyage jusqu'à la cour de Möngke
La troupe traverse la région du fleuve Iagac (Oural), traverse la ville « sarrasine », c'est-à-dire musulmane, de Quinchat, puis Equius près du lac Balkach et enfin traverse les plaines du « Caucase » (le Tian Shan) jusqu'à arriver à la ville de Caillac le 18 novembre où le riche Mongol qui les mène doit attendre un secrétaire de Batu portant des lettres pour Möngke. Tout au long de ce voyage Guillaume décrit comme toujours l'histoire, les ethnies, l'agronomie, les paysages et ici tout particulièrement les cultes et pratiques religieuses de ces populations, il visite des temples et des monastères. S'il décrit un territoire majoritairement musulman et chrétien nestorien, il fait également mention de polythéistes (« idolâtres » et de divers sectes monothéistes, il débat même avec certains d'entre eux.
Ils quittent la ville le 30 novembre et chevauchent presque sans arrêt jusqu'à la cour de Möngke au 27 décembre. Le froid se fait plus rude, Guillaume et ses compagnons font face aux premières gelées et aux premières neiges à travers les montagnes. Malgré les conditions climatiques la troupe ne souffre pas tant du trajet puisque le réseau de poste mongol est assez développé, il se ravitaillent et changent de chevaux assez régulièrement. De plus, Guillaume tisse des liens avec le guerrier mongol chargé de leur protection, ce qui lui permet d'en apprendre plus sur l'histoire dynastique de l'empire mongol.
Guillaume continue de faire preuve dans son récit d'une certaine objectivité et apprécie la réalité des faits ; il différencie les pratiques qu'il observe de celle qu'on lui rapporte. Cependant son objectivité se perd lorsqu'il est face à des nestoriens qui l'irritent de plus en plus.

### Entrevue du 4 janvier 1254
Après être arrivés le 27 décembre 1253, Guillaume et Barthélémy sont logés dans une tente dépeinte comme minuscule par ces derniers tandis que leur interprète Homodei est bien mieux loti. Möngke accepte de les recevoir le 4 janvier 1254 dans la maison d'une de ses filles, Cirina, dont la mère est chrétienne. Cette dernière est décédée et c'est Cirina qui fait perdurer sa cour. L'entrevue est peu concluante, notamment à cause de la mauvaise qualité de Homodei en tant que traducteur et de l'alcool, que tous consomment allègrement. Malgré tout Guillaume obtient de rester à la cour pour une période de deux mois.

### Karakorum et la cour impériale
Guillaume est d'abord impressionné par la myriade de peuples et d'ambassades qu'il voit. Il en décrit bien sûr les coutumes, l'organisation du camp, les nombreux cultes de la cour, en effet les Khan les pratiquent tous. Il apprend également que plusieurs membres de la famille du Khan entretiennent une cour chrétienne sur un modèle nestorien dont il qualifie souvent les prêtres d'ivrognes. Il remet également en question les dires de certains historiens tels qu'Isidore de Séville ou Solin concernant les mythes et légendes de ces contrées.
Entre-temps, la horde de Möngke s'est mise en route pour Karakorum. Elle y arrive le 5 avril 1254. Guillaume et Barthélemy y sont accueillis solennellement par les nestoriens de la ville. Guillaume compare Karakorum à Saint-Denis, qui évidemment ne vaut pas cette dernière selon lui. Notre voyageur explique que le khan n'y réside que deux fois par an, pour y tenir des célébrations, moment important pour les Khan car c'est le moment où se rassemblent chefs de clans et ambassadeurs des pays tributaires. Le reste du temps, il est itinérant. Guillaume est cependant frappé par les nombreux quartiers de la ville, où grouille des peuples d'origines diverses, notamment le quartier des « Sarrasins » (musulmans), un des plus importants. Chaque jour la ville capte plusieurs centaines de chariots et de nombreux troupeaux pour l'alimenter en vivres.

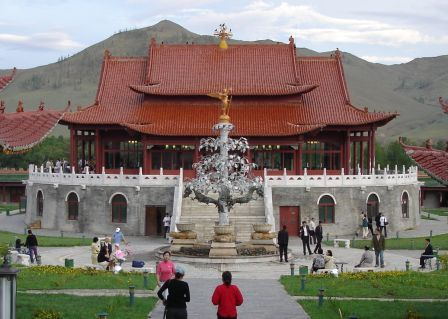
Reconstitution moderne de la fontaine d'argent réalisée par Guillaume Boucher.

Au lendemain de leur arrivée, Guillaume et ses compagnons sont accueillis par une Lorraine de Metz, nommée Pasha ou Paquette, enlevée en Hongrie et déportée jusqu'à Karakorum, qui est au service d'une dame mongole chrétienne. Paquette est mariée à un Russe qui exerce le métier de constructeur de maisons, de qui elle a eu trois enfants. Paquette leur parle d'un orfèvre nommé Guillaume Boucher dont le père, Roger, tenait boutique à Paris sur le pont au Change. Alors qu'il se trouvait à Belgrade, au service d'un évêque normand, les Mongols, qui ont massacré les populations mais en épargnant les artisans spécialisés, l'avaient fait prisonnier. Une fois arrivé à Karakorum, Möngke l'avait donné à son frère cadet, au service duquel il demeure. Informé des talents de l'orfèvre par son frère, le Khan commande à maître Guillaume un grand arbre à boisson en argent distribuant du vin, du koumis, de l'hydromel, et un alcool de riz. Sur recommandation de Paquette, Guillaume de Rubrouck utilise les services du fils de l'orfèvre pour pallier l'incompétence de son interprète. Lors de son départ, l'orfèvre remet à frère Guillaume une croix ouvragée à remettre au roi de France, son ancien souverain.
Le 7 avril, Möngke quitte Karakorum avec sa cour itinérante. Guillaume décide d'y rester.
Guillaume, n'oublie pas sa mission. Il note que Karakorum abrite deux mosquées musulmanes, une église nestorienne, et douze temples « idolâtres » soit bouddhistes ou taoïstes. Toutes ces religions bénéficient de la protection des Mongols qui quant à eux pratiquent encore le chamanisme.
Dans l'entourage de l'empereur, Guillaume et Barthélemy découvrent le monde des nestoriens, bien placés puisqu’ils exercent les fonctions d'interprètes, de fonctionnaires, de ministres, de précepteurs des enfants impériaux. On les trouve aussi dans les bureaux des chancelleries et dans les cours des tribunaux. D’après Guillaume, ils sont un peu plus cupides, corrompus et dépravés que la moyenne. Malgré tout il débat avec eux, observe leurs rites et pratiques et partage même leur église à la Pâques 1254, il baptise alors de nouveaux catholiques.
Les musulmans sont aussi très présents à la cour mais Guillaume interagit moins avec eux et ne fait que les mentionner çà et là dans son récit.
Parmi les rencontres et fréquentations de Guillaume est un dénommé Sergius, un ancien tisserand qui se dit moine arménien, et a réussi à se faire passer pour le guérisseur d'une des femmes de Möngke, nommée Cotta. Il se grime avec de nombreux ornements non orthodoxes, telle qu'une fausse mitre d'évêque surmonté de plumes de paons et autres dorures et parures. Il est d'une brutalité inouïe avec les Sarrasins.
Un jour, appelé auprès du prêtre ou archidiacre Jonas, fort malade, pour obtenir sa bénédiction selon le conseil d'un devin, et à qui Guillaume donne le sacrement de l'hostie, Sergius le maltraite puis s'enorgueillit auprès de Guillaume d'être responsable de sa mort par ses prières, éliminant ainsi celui qu'il voit comme un rival auprès du Kahn. Surpris ensuite par Guillaume en train de préparer un sortilège, celui-ci le sermonne et se désole de ne pouvoir s'éloigner de lui, étant assigné à son logis par ordre de l'empereur.
Guillaume rejoint la cour itinérante de Möngke le 17 mai.
Les rencontres entre Guillaume et les chrétiens de Karakorum sont publiques et Möngke, qui en est informé, ne sévit pas. L'empereur, ne saisissant pas les raisons des discordes entre les cultes qui se pratiquent à la cour, décide d’organiser une controverse entre musulmans, idolâtres, bouddhistes et catholiques. Elle se tient à la veille de la Pentecôte, le 30 mai 1254. Les controversistes doivent promettre de ne pas se servir « de paroles désagréables ou injurieuses pour leurs contradicteurs, ni provoquer un tumulte qui puisse empêcher cette conférence, sous peine de mort. ». Rubrouck raconte que les nestoriens l’ont chargé de parler à leur place. Il rencontre d’entrée de jeu un représentant bouddhiste, l’une des célébrités de la Chine. Il raconte l’avoir emporté si vite sur le point de l’unité et de la toute-puissance de Dieu que les Sarrasins ont éclaté de rire, mais il note cependant que ce succès d’éloquence ne déclenche aucune conversion.
Le lendemain de la controverse, Guillaume est convoqué par Möngke en même temps que son adversaire bouddhiste. Il rapporte ainsi les propos du Khan : « Nous, Mongols, nous croyons qu'il n’y a qu'un seul Dieu par qui nous vivons et par qui nous mourons, et nous avons pour lui un cœur droit… De même que Dieu a donné à la main plusieurs doigts, de même Il a donné aux hommes plusieurs voies. [...] Dieu vous a donné les Écritures saintes, et vous, chrétiens, vous ne les observez pas… Il nous a donné les devins. Nous faisons ce qu'ils nous disent, et nous vivons en paix… »
Finalement, Möngke signifie aux deux religieux qu’il est temps pour eux de repartir et Guillaume apprend peu après que les Mongols suivent les conseils des chamans et devins pour toutes décisions y compris concernant les autres cultes. L'empereur demande à Guillaume de transmettre ses paroles et ses lettres en Occident. Guillaume acquiesce, mais refuse tout présent. Möngke l’assure qu’il sera à nouveau le bienvenu si son roi le charge d’une autre mission. En attendant les lettres Guillaume reste auprès de la cour jusqu'au 29 juin 1254 et participe à diverses festivités mongoles à Karakorum.

### Le voyage de retour
Fidèle à lui-même, Guillaume conte également son trajet de retour. Pensant que Louis IX est encore près des États latins d'Orient il décide de se diriger vers ces derniers.
Guillaume prend alors la route en direction du domaine de Batu. Sur son chemin, il ne croise que Sartaq et un petit village. Arrivé au camp de Batu le 15 septembre 1254 sur les bords de la Volga, Guillaume retrouve l'autre partie de sa troupe qui était restée auprès de Batu. Ils longent alors le fleuve jusqu'à son embouchure dans la mer Caspienne qu'ils longent aussi jusqu'aux monts du[Caucase le 11 novembre. Le 13 novembre ils passent la porte d'Alexandre, l'actuelle Derbent, puis le 16 novembre des « murailles d'Alexandre ». Il traverse alors ce qu'il nomme la Perse ou Hyrcarie (Hyrcanie) ainsi que la Géorgie et l'Arménie. Il est accompagné d'un chef mongol local, Bachou, avant de quitter le territoire de l'empire.
Ils longent alors l'Araxe pour traverser l'Arménie, Guillaume décrit comme toujours ces contrées mais aussi la détresse religieuse des chrétiens d'Arménie entre Sarrasins et Mongols. Le 17 janvier 1255 il traverse le pays de Sahensa (Arménie), il rencontre cinq frères prêcheurs dans la ville d'Ani partis à la rencontre de Möngke. Le 14 février, ils pénètrent dans le Sultanat de Roum, et voyagent via l'Euphrate jusqu'à la ville de Camath puis restent du 21 au 27 mars à Sébaste. Après être passée par Césarée de Cappadoce ils arrivent à Yconium, capitale du Sultanat où Guillaume se débarrasse de son guide et rejoint un marchand génois qui le conduit à Curca où ils restent du 5 au 17 mai 1255. Dans la ville voisine d'Asi, Guillaume rencontre le père du roi d'Arménie. Parti du port d'Aiiax Guillaume rejoint Chypre, alors terre franque, mais il apprend que le roi est rentré de croisade. Il passe alors par Antioche puis rejoint Tripoli où se trouve son chapitre le 15 août 1255. Le chapitre décide alors de renvoyer Guillaume dans son couvent d'Acre en tant que lecteur.

### Epilogue
À la fin de ses lettres Guillaume revient sur le climat géopolitique de Turquie et l'état général de l'Arménie, alors prête à se plier au catholicisme si Louis IX ou le Pape les délivrent. Il invite alors Louis IX à entrer en action. Guillaume termine en conseillant à l'avenir qu'il vaut mieux envoyer dans l'Empire Mongol des évêques nommés comme ambassadeurs officiels et avec de meilleurs traducteurs et interprètes pour faciliter les échanges et s'assurer d'être écouté par l'empereur.  

## Postérité et fin de vie
De retour à Saint-Jean-d'Acre, Guillaume fait parvenir à son roi ses notes manuscrites. Celles-ci constituent un témoignage sur les contrées traversées, leurs populations et sur la découverte d'une autre culture par un occidental du XIIIe siècle. Rentré à Paris, il semble que Guillaume de Rubrouck ait rencontré le savant franciscain Roger Bacon, alors exilé par l'université d'Oxford du fait de ses idées jugées hétérodoxes. Impressionné par le récit de Rubrouck, Bacon en incorpore de larges extraits dans son encyclopédie scientifique l'Opus majus. La lettre de Guillaume de Rubrouck fut publiée pour la première fois en Français en 1634, puis, de façon scientifique, par le franciscain Anastasius Van den Wyngaert en 1929.
Guillaume de Rubrouck vécut au moins jusqu’en 1295.[réf. souhaitée]

### Le voyage de 1990:À la recherche de Guillaume de Rubrouck
Dans les années 1990, une équipe de chercheurs franco-mongole réalise de nouveau le voyage de Guillaume, à cheval, depuis la ville frontalière de Boulgan. Pierre Letang, de l'université de Paris, et Benoît Gayet, d'Orléans, en sont à l'initiative. Ils rassemblèrent une équipe pluridisciplinaire de 18 personnes, comprenant les deux traducteurs de l'œuvre de Guillaume de Rubrouck, Claire et René Kappler, ainsi que des spécialistes de l'Extrême-Orient et de l'Asie centrale : "linguiste, ethnomusicologue, chercheur en génétique équine, médecin (la seule femme du groupe), cinéaste, photographes, dont Roland Michaud, grand voyageur en Asie, qui fut, avec René Kappler, le doyen de l'expédition". À ces divers spécialistes, dont la plupart n'avait pas l'expérience du cheval, s'ajoutèrent une équipe mongole.
Le contexte était favorable à cette expédition : en 1990, les portes de la Mongolie se rouvraient aux étrangers. Le gouvernement mongol apporta ainsi son soutien à l'expédition de concert avec plusieurs mécènes et de l'association du cheval mongol, Mongoladou. D'autre part, la Mongolie "retrouvait aussi un passé où Guillaume avait sa place : l'épopée gengiskhanide. En 1990, le 750e anniversaire de l' Histoire secrète des Mongols, texte fondateur, allait être célébré dans un grand Naadam, où les exploits des lutteurs, des archers, des cavaliers, sont suivis avec ferveur par une foule immense." L'aide de l'UNESCO vient se joindre à ces soutiens et à ce contexte alors que ce projet d'expédition faisait écho au colloque international "Routes de la soie, routes de dialogue", projet interculturel de l'UNESCO. L'équipe composée de 18 personnes, partie le 22 août 1990 de Boulgan, dressa des cartes, constitua des dossiers photographique, et divers relevés linguistique, ethnomusicologique... s'intégrant à l'expédition À la recherche de Guillaume de Rubrouck.
En 2017, Patrick Alix, qui fut l'un des participants de cette épopée, publia le récit de cette aventure : Cap sur Qaraqorum, Chevauchée franco-mongole sur les traces de Guillaume de Rubrouck.
Mais l'inspiration qu'insuffle Guillaume de Rubrouck ne s'est pas arrêtée à cette expédition ; il y a eu d'autres voyages tels que celui de la Suissesse Catherine Waridel. Partie seule à cheval de Soldaïa en Crimée en 1992, elle pérégrina jusqu'à Qaraquorum sans aucune aide extérieure.

## Voyage dans l’Empire Mongol
Voyage dans l’Empire Mongol est le titre du rapport de mission établi par Guillaume pour le roi Louis IX.
Ce rapport, malgré ses grandes qualités, a été peu diffusé. En effet, il n’a pas eu la chance, comme ceux de Jean de Plan Carpin ou de Simon de Saint-Quentin, de figurer dans la plus riche des encyclopédies médiévales, le Speculum Historiale de Vincent de Beauvais dont la rédaction s’est achevée en 1253.
Néanmoins, il est connu de Roger Bacon qui l’utilise dans son Opus Majus.
Henry Yule, spécialiste de Marco Polo du XIXe siècle, a rendu à Rubrouck un éclatant hommage :

« Son récit, par son caractère richement détaillé, la vivacité des images, l’acuité d’observation et le robuste bon sens, me paraît constituer un livre de voyages à plus juste titre que n’importe quelle série de chapitres de Marco Polo ; un livre certes à qui il n’a jamais été rendu justice car il en est peu qui lui soient supérieurs dans toute l’histoire des Voyages »

Cinq manuscrits du voyage de Rubrouck sont actuellement connus :
- Corpus Christi College, Cambridge, ms° 181. Le plus ancien et le meilleur. Utilisé par Van den Wyngaert pour son édition. Le manuscrit comprend également l’historia Mogolarum quod nos Tartaros appellamus de Jean de Plan Carpin ;
- Corpus Christi College, Cambridge, ms° 66. Le manuscrit rassemble 26 textes sur le thème de l’Imago mundi ;
- Corpus Christi College, Cambridge, ms° 407. Le texte est incomplet. Le manuscrit comprend également le récit de voyage d’Odoric de Pordenone ;
- British Museum, Reg 14 C. XIII. Manuscrit incomplet. Il a été utilisé par Richard Hakluyt pour établir son édition latine et la traduction anglaise en 1598 ;
- Université de Leyde, n° 77, copie fidèle du ms° 181.

#### Éditions du texte latin
- Richard Hakluyt, dans The Principal Navigations, Voyages, Traffiques and Discoveries of the English Nation…, vol. 1, Londres, 1599.
- Francisque Michel et Theodor Wright, dans Recueil de voyages et mémoires, tome 4, Société de géographie, Paris, 1839.
- Anastasius Van den Wyngaert, dans Sinica Franciscana, vol. 1, Florence, 1929.

#### Traductions en français
- Voyages autour du monde, en Tartarie et en Chine (trad. de l'anglais par Pierre Bergeron), Paris, 1830 (lire en ligne), « Voyage remarquable de Guillaume de Rubruquis »
- Guillaume de Rubrouck, ambassadeur de Saint Louis en Orient, récit de son voyage (traduit de l'original en latin, et annoté par le philologue et historien flamand Louis de Backer), Paris, Ernest Leroux, 1877
- Guillaume de Rubrouck et Marco Polo (trad. Eugène Muller, Pierre Bergeron), Deux voyages en Asie au XIIIe siècle, par Guill. de Rubruquis envoyé de Saint Louis et Marco Polo, marchand vénitien, Paris, Ch. Delagrave, 1888 (BNF 31131553, lire en ligne)
- Itinéraire de Guillaume de Rubruk (7 mai 1253 - 6 juin 1255), dans Les précurseurs de Marco Polo, traduction et commentaire d'Albert t'Serstevens, édit. Arthaud (1959)
- Guillaume de Rubrouck, Voyage dans l'empire mongol, (1253-1255), trad. et commentaire Claude et René Kappler, édit. Payot (1985). Rééditions 1993, 1997, 2007 (Imprimerie nationale)  (ISBN 978-2-7427-7083-0).

#### Études
- Céline Lhotte et Elisabeth Dupeyrat, Dame Pauvreté chez les Mongols : l'épopée franciscaine de Jean de Plan Carpin et de Guillaume de Rubrouck, au XIIIe siècle, Paris, Éditions Franciscaines, 1947.
- Bernard de Vaulx, Histoire des missions catholiques françaises, Fayard, 1951.
- René Guennou, Les Missions catholiques dans: Histoire des Religions, Gallimard, 1972.
- Jean Richard, La papauté et les missions d'Orient au Moyen Âge (XIIe – XVe siècles), École Française de Rome, Rome, 1998.
- Jean-Paul Roux, Les Explorateurs au Moyen Âge, Fayard, coll. « Pluriel », Paris, 1985.
- René Grousset, L'Empire des steppes, Payot, 1965, p. 342-348.
- Solange Marin,  Rubrouck ou Rubroek Guillaume de (1215 env.-apr. 1295). dans: Encyclopédia Universalis. Encyclopaedia universalis France, Paris 2001, online partielle.
- DACIA PREISTORICĂ de Nicolae Densușianu cu o prefață de dr. C. I. ISTRATI București  (ISBN 973-9296-33-5) – ediție facsimil - Editura Arhetip 2002 București pages 809 - 810.

### Spectacle vivant
La compagnie musicale La Camera delle Lacrime a entrepris un projet de création intitulé "La Controverse de Karakorum" à partir du récit laissé par Guillaume de Rubrouck et son voyage vers Karakorum. Ce programme a donné lieu à un enregistrement discographique intitulé "Itinerarium ad partes orientales" (label "En Live").